# 栄泉不動産
栄泉不動産株式会社（えいせんふどうさん）は、かつて大阪府に本社を置いていた不動産会社。

## 概要
住友生命保険により1953年に株式会社住友生命ビルディングとして設立され、その後幾度の商号変更を経て1986年に栄泉不動産株式会社となった。「ロイヤルアーク」シリーズの分譲マンションを展開した。
2006年にモルガン・スタンレーの傘下となったが、その後金融環境の悪化などで資金繰りが悪化し、2009年に民事再生を申請した。

## 沿革
- 1953年（昭和28年）- 株式会社住友生命ビルディングを設立。
- 1961年（昭和36年）- 扶桑土地建物株式会社に商号変更。
- 1967年（昭和42年）- 住生不動産株式会社に商号変更。
- 1971年（昭和46年）- 九州事務所を開設（後に支店に昇格）。
- 1975年（昭和50年）- 栄泉興産株式会社に商号変更。
- 1986年（昭和61年）- 栄泉不動産株式会社に商号変更。東京支店、名古屋営業所を開設。
- 1988年（昭和63年） - 名古屋営業所を支店に昇格、九州支店を福岡支店に改称。
- 1989年 - 資本金を10億円に増資。
- 2006年（平成18年）春 - 株主移動に伴い、米モルガン・スタンレーグループの傘下に入る。
- 2009年（平成21年）
  - 1月 - 大阪地裁に民事再生手続開始を申請、負債総額は約580億円[2]。
  - 9月 - フィンテックグローバル株式会社出資の「株式会社新栄不動産開発」に事業が継承された。